# Sepiadariidae
Sepiadariidae Fischer, 1882 è una famiglia di cefalopodi dell'ordine Sepiida.

## Descrizione
Sono seppie di piccola taglia, il cui mantello misura fino a 40 mm di lunghezza. 
Presentano un mantello che si allunga fino ad avere il bordo dorsale che si fonde con la testa e quindi privo di cartilagine nucale. 
Le pinne, situate ai lati del corpo, hanno una forma particolare, simile a un orecchio, con lobi anteriori pronunciati. Queste pinne sono attaccate al mantello su un lungo tratto.  Nel genere Sepiadarium, il mantello e l'imbuto sono completamente fusi, mentre in altre, come la Sepioloidea, sono uniti da due parti cartilaginee.
Le ventose presenti sulle otto braccia sono disposte in due, talvolta quattro, file ordinate in entrambi i sessi. Il braccio ventrale sinistro, in particolare, è modificato in un braccio copulatore o ectocotile che ha una funzione riproduttiva. La parte terminale di questo braccio è priva di ventose e presenta delle lamelle speciali. Il peduncolo dei tentacoli è contenuto in una profonda guaina o membrana tra le basi delle braccia III e IV, con la membrana che circonda la base dei tentacoli sia esternamente che internamente, formando una sacca cutanea.
Non è presente il gladio. I fotofori sono assenti. La superficie dorsale del mantello è coperta da grandi leucofori bianchi circondati da cromatofori rosso-marroni più piccoli.

## Distribuzione e habitat
Le Sepiadariidae vivono esclusivamente nelle acque del Pacifico occidentale centrale, incluse l'Australia e la Nuova Zelanda. Fanno vita bentonica.

## Biologia
Sono animali notturni che passano le ore del giorno infossati nel sedimento. Producono muco come difesa dalla parte inferiore del corpo quando vengono disturbati.

## Tassonomia
La famiglia comprende i seguenti generi e specie:
- Sepiadarium Steenstrup, 1881
  - Sepiadarium auritum
  - Sepiadarium austrinum, calamaro coda di bottiglia meridionale
  - Sepiadarium gracilis
  - Sepiadarium kochii, calamaro coda di bottiglia tropicale
  - Sepiadarium nipponianum
- Sepioloidea d'Orbigny, 1845
  - Sepioloidea jaelae 
  - Sepioloidea lineolata, calamaro a strisce del pigiama
  - Sepioloidea magna
  - Sepioloidea pacifica, calamaro a coda mozza pacifico
  - Sepioloidea virgilioi

## Pesca
Le specie di Sepiadariidae non sono oggetto di pesca.